# علم عاشق شد، پس من سعی کردم تا ثابتش کنم
علم عاشق شد، پس من سعی کردم تا ثابتش کنم (به انگلیسی: Science Fell in Love, So I Tried to Prove It) مجموعه مانگا ژاپنی نوشته آلیفرد یاماموتو است که از سال ۲۰۱۶ به صورت آنلاین در حال انتشار است و تاکنون در سیزده جلد تانکوبون گردآوری شده است. مجموعه تلویزیونی انیمه اقتباسی ساخته استودیو زیرو-جی از ژانویه تا مارس ۲۰۲۰ پخش شد و فصل دوم از آوریل تا ژوئن ۲۰۲۲ نیز پخش شد.

## داستان
شینیا یوکیمورا و آیامه هیمورو، دو محقق از دانشگاه سایتاما از علم داده برای تجزیه و تحلیل سیستم‌های جهان استفاده می‌کنند. اما وقتی آیامه به شینیا اعتراف می‌کند که ممکن است عاشق او باشد، هر دو موافقت می‌کنند که باید با آزمایش‌های علمی مانند اندازه‌گیری ضربان قلب در موقعیت‌های مختلف، عاشق شدنشان را اثبات کنند. همچنین همکاران دمدمی مزاج و ترول آنها در گروه تحقیقاتی به این آزمایش می‌پیوندند.